# Neumarkt (Dresda)
Il Neumarkt (letteralmente: "mercato nuovo") è una piazza del centro storico di Dresda. 

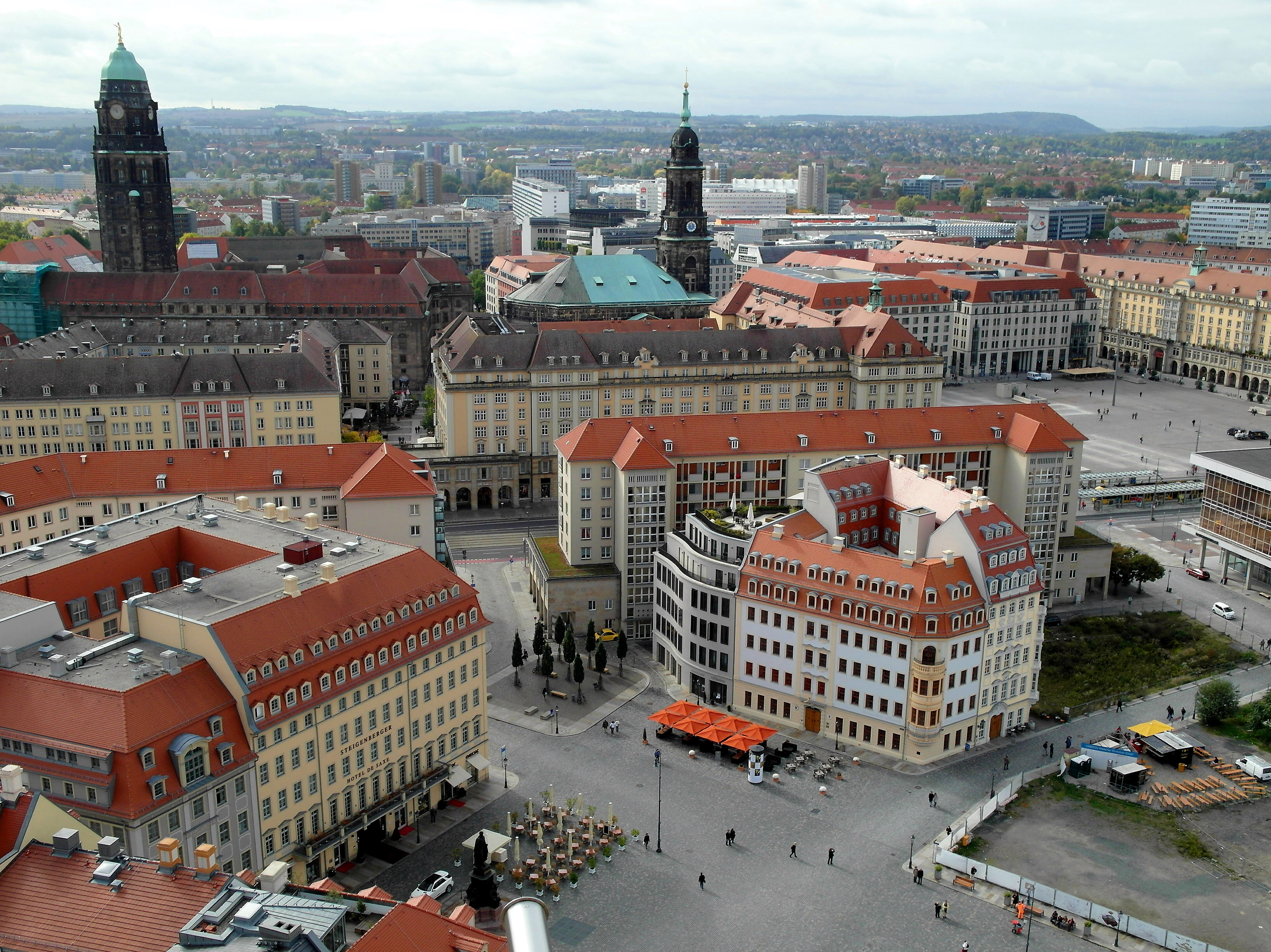
Vista aerea del Neumarkt

Il centro storico fu quasi completamente raso al suolo durante i bombardamenti alleati della seconda guerra mondiale. Dopo la guerra, Dresda fece parte della zona di occupazione sovietica e successivamente nella Repubblica Democratica Tedesca, che lasciò l'area in abbandono. Dopo la caduta del comunismo e della Riunificazione della Germania, fu deciso di ricostruire il Neumarkt riportandolo al suo aspetto prebellico.

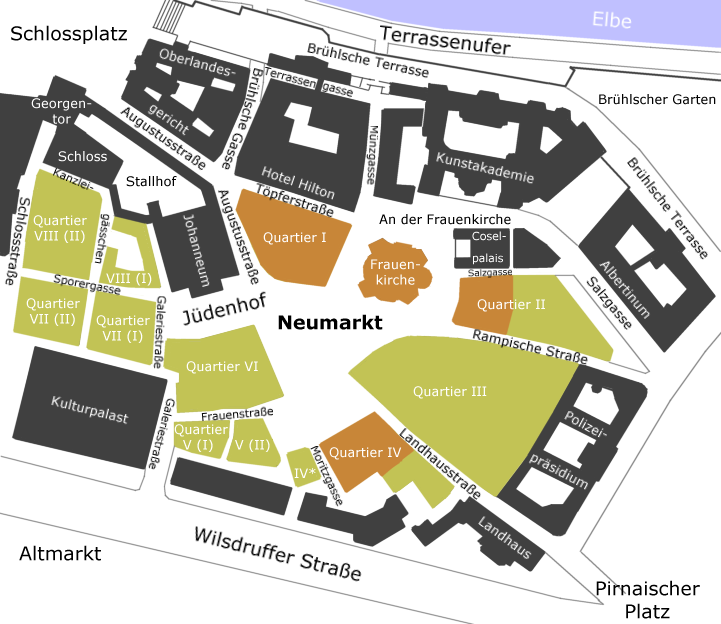
Mappa del Neumarkt, le aree arancioni e verdi sono quelle interessate dagli interventi di ristrutturazione e ricostruzione

## Storia
Per la sua posizione sopraelevata sul fiume Elba, il Neumarkt fu una delle prime aree di Dresda ad essere abitata, con vari edifici costruiti intorno alla vecchia Frauenkirche. Tuttavia, non si trovava all'interno delle mura cittadine fino a quando, nel 1530, la città si espanse. La piazza intorno alla Kreuzkirche è stata ribattezzata Altmarkt ("vecchio mercato") e la piazza che circonda la Frauenkirche è stata chiamata Neumarkt ("nuovo mercato").
Durante il regno di Augusto II di Polonia, furono costruiti molti edifici in stile barocco, tra cui l'attuale Frauenkirche. Dopo i danni subiti da alcuni edifici nella guerra dei sette anni, diversi di essi furono ricostruiti in stile tardo rococò o barocco.
Durante il XIX secolo e l'inizio del XX, il Neumarkt rimase praticamente invariato, ad eccezione del rinnovamento del Johanneum completato nel 1873 e della costruzione dell'Albertinum e dell'Accademia d'arte, completati alla fine del XIX secolo.
Durante i bombardamenti di Dresda nel febbraio 1945, il Neumarkt e i suoi dintorni furono quasi completamente distrutti. La struttura principale della Frauenkirche sopravvisse inizialmente ai bombardamenti, ma crollò pochi giorni dopo.
A partire dagli anni Duemila, la piazza ha visto l'inizio di un importante intervento di recupero e di ricostruzione degli edifici distrutti dai bombardamenti alleati. Il primo edificio ad essere completamente ricostruito fu la Frauenkirche, per gli altri edifici storici più importanti è prevista la ricostruzione fedele rispetto a come erano prima della guerra, mentre per gli edifici residenziali è prevista anche una edificazione in chiave moderna .